# 三橋郁雄
三橋 郁雄（みはし いくお、1944年 – ）は日本の官僚、技術士（建設部門）、博士（工学）。元運輸省第一港湾建設局長。

## 略歴
- 1970年: 京都大学大学院工学研究科修士課程修了
- 1970年: 運輸省入省
- 1986年: 福井県土木部港湾課長
- 1993年: 宮城県港湾空港局長
- 1995年: 運輸省第一港湾建設局長
- 2001年: 環日本海経済研究所客員研究員（後に特別研究員）
- 2002年: 博士（工学）（神戸大学）（学位論文「北東アジア国際輸送路の整備に関する研究」）

この他に、新潟県港湾審議会計画部会長、むつ小川原開発株式会社常務取締役、財団法人国際臨海開発研究センター調査役を務め、複数の大学で非常勤講師としても活動した。また、北東アジア貿易回廊構想を提唱した。
株式会社新潟国際海運の取締役及びその子会社であるNAFJ PANAMA INCの役員を務めており、日本海横断航路計画に関するフェリー契約トラブルに関わった。

## 著書
- 『危機と共生』小泉格・清水彰敏編、角川学芸出版、2004年
- 『北東アジア新発見伝』川村和美共著、博進堂、2006年